# Tom Clancy's Ghost Recon (videojuego de 2001)
Tom Clancy's Ghost Recon (Tom Clancy Reconocimiento Fantasma) es un videojuego perteneciente al género de disparos táctico desarrollado por la empresa Ubisoft Red Storm y distribuido por Ubisoft. Es el primer videojuego de la serie Tom Clancy's Ghost Recon, estrenado en el año 2001 para Microsoft Windows, en el 2002 para PlayStation 2 y Xbox, y en el 2003 para GameCube. A diferencia de Rainbow Six, Ghost Recon no está basado en ninguno de los libros de Tom Clancy. En vista del éxito que ha tenido, el título cuenta actualmente con dos expansiones y varias secuelas, convirtiéndose en una de las franquicias más exitosas de Ubisoft.

## Sistema de Juego
Ghost Recon nos pone a cargo de los "Fantasmas", un escuadrón de combate ficticio de las Fuerzas Especiales del Ejército de los Estados Unidos. Están organizados en escuadrones pequeños usando nombres clave como: Alpha, Bravo y Charlie. Cada escuadrón tiene un espacio limitado de tres miembros. El jugador disfruta de un control limitado de los escuadrones en el campo de batalla, ya sea mediante órdenes o reglas de combate.
Los soldados se organizan en cuatro clases de personajes. Cada clase tiene sus ventajas y sus desventajas. Las clases son: Fusileros, Soldados de Apoyo, Expertos en Demoliciones o Francotiradores.
- Los Fusileros son la clase predominante en el juego. Su arma reglamentaria es el rifle de asalto M16. Además de su arma principal, los fusileros poseen una pistola M9, Lanzagranadas M203 y binoculares.
- Los Soldados de Apoyo poseen armas pesadas, como la Ametralladora ligera M249. También pueden llevar la M9, granadas y cargadores adicionales.
- Los Expertos en Demoliciones son especialistas en la demolición de estructuras de gran tamaño. Están equipados con cargas de demolición, minas M18 Claymore, granadas y un lanzacohetes antitanque AT4. Su arma reglamentaria es una Carabina M4.
- Los Francotiradores proporcionan fuego de apoyo a larga distancia mientras permanecen ocultos. Su arma reglamentaria es un rifle M24 SWS.

Cada vez que el jugador completa una misión, obtiene un punto de combate para mejorar sus habilidades. Pueden ser utilizados para mejorar las armas, el sigilo, la resistencia o el liderazgo de los combatientes.
Si el jugador completa las misiones u objetivos secundarios, desbloquea soldados especialistas de la OTAN o de países aliados. Estos especialistas son más experimentados que los propios Ghosts y poseen más habilidades de combate, lo que los convierte en miembros esenciales del escuadrón asignado. También están equipados con armas que no están disponibles para los Ghosts. Tres de estos especialistas son personajes femeninos, por lo que son las únicas mujeres combatientes en el título.
Si uno de los combatientes muere en el campo, ya no estará disponible durante el resto de las misiones. Si uno de ellos queda herido al finalizar la misión, se podrá reemplazar por un nuevo soldado mientras el otro se recupera.

## Sinopsis
La historia comienza en Rusia, en abril de 2008. Los ultra nacionalistas han tomado el poder y planean reconstruir la Unión Soviética. Para lograr su cometido, los ultra nacionalistas buscan el apoyo de fuerzas rebeldes clandestinas de países vecinos como Georgia y los Países bálticos. Alarmados por la situación, Estados Unidos despliega una unidad élite, conocido como los "Ghosts", con el objetivo de detener a los ultra nacionalistas rusos.

## Expansiones
Ghost Recon cuenta con dos expansiones: Tom Clancy's Ghost Recon: Desert Siege. Esta expansión abarca un conflicto entre Eritrea y Etiopía en el año 2009. La segunda expansión tiene como título Tom Clancy's Ghost Recon: Island Thunder. Esta expansión se desarrolla en el año 2010, donde los Ghosts deben evitar un golpe de Estado en Cuba.

## Recepción
Las evaluaciones del juego variaron de muy positivas a mixtas. En GameRankings y Metacritic le dieron una puntuación promedio de 85.35% y 84 de 100 para la versión de Xbox; 82.15% y 80 de 100 para la versión de PC; 67.03% y 63 de 100 para la versión de PlayStation 2; y de 63.25% y 59 de cada 100 para la versión de GameCube.

### Premios
Tom Clancy Ghost Recon fue nombrado el Mejor el Juego del Año, en el año 2001 por IGN y PC Gamer, además de recibir el premio al Mejor Sonido de la revista PC Gamer. Ghost Recon fue subcampeón en el "Mejor juego de acción del 2001" de IGN y "Mejor uso del sonido" ("Elección del lector"). Wargamer le dio tres premios de bronce al "Juego del año", premió a Red Storm como "Mejor desarrolladora del año", y le dio "Mejor distribuidora del año" a Ubisoft.

## Legado

### Coincidencias del argumento
El videojuego fue de controversia en el año 2008, al comenzar la guerra entre Rusia y Georgia, con una serie de comentaristas señalando la coincidencia, que este evento del mundo real, era algo muy similar a la trama del videojuego Ghost Recon de Tom Clancy.